# Frugières-le-Pin
Frugières-le-Pin là một xã thuộc tỉnh Haute-Loire nam trung bộ nước Pháp. Xã Frugières-le-Pin nằm ở khu vực có độ cao trung bình 488 mét trên mực nước biển.
Sông Senouire tạo thành phần lớn ranh giới phía nam thị trấn.